# Campionati del mondo di atletica leggera 2023 - Marcia 20 km maschile
La specialità della marcia 20 km maschile dei campionati del mondo di atletica leggera 2023 si è svolta il 19 agosto al Centro nazionale di atletica leggera di Budapest, in Ungheria.

## Podio
| Pos.    | Atleta            | Nazionalità | Tempo    |
| ------- | ----------------- | ----------- | -------- |
| Oro     | Álvaro Martín     | Spagna      | 1h17'32" |
| Argento | Perseus Karlström | Svezia      | 1h17'39" |
| Bronzo  | Caio Bonfim       | Brasile     | 1h17'47" |

## Situazione pre-gara

### Record
Prima di questa competizione, il record del mondo (RM) e il record dei campionati (RC) erano i seguenti.
| Record | Prestazione | Atleta                  | Data                           | Competizione  |
| ------ | ----------- | ----------------------- | ------------------------------ | ------------- |
|        | 1h16'36"    | Yūsuke Suzuki Giappone  | 15 marzo 2015 Nomi, Giappone   |               |
|        | 1h17'21"    | Jefferson Pérez Ecuador | 23 agosto 2003 Parigi, Francia | Mondiali 2003 |

### Campioni in carica
I campioni in carica, a livello mondiale e olimpico, erano:
| Campione | Atleta                       | Prestazione | Data                                         | Competizione                 |
| -------- | ---------------------------- | ----------- | -------------------------------------------- | ---------------------------- |
| Olimpico | Massimo Stano Italia         | 1h21'05”    | 5 agosto 2021 Sapporo, Giappone              | Giochi della XXXII Olimpiade |
| Mondiale | Toshikazu Yamanishi Giappone | 1h19'07"    | 15 luglio 2022 Eugene, Stati Uniti d'America | Mondiali 2023                |

## Qualificazione
Il tempo minimo per la qualificazione alla gara era fissato in 1 ora, 20 minuti e 10 secondi.

## Risultati
La gara si è svolta il 20 agosto 2023 alle ore 10:49.
| Posizione | Atleta                           | Nazionalità | Tempo    | Note                                     |
| --------- | -------------------------------- | ----------- | -------- | ---------------------------------------- |
| Oro       | Álvaro Martín                    | Spagna      | 1h17'32" | Miglior prestazione mondiale stagionale  |
| Argento   | Perseus Karlström                | Svezia      | 1h17'39" |                                          |
| Bronzo    | Caio Bonfim                      | Brasile     | 1h17'47" | ~                                        |
| 4         | Evan Dunfee                      | Canada      | 1h18'03" | >                                        |
| 5         | Christopher Linke                | Germania    | 1h18'12" |                                          |
| 6         | Veli-Matti Partanen              | Finlandia   | 1h18'22" | ~                                        |
| 7         | Brian Pintado                    | Ecuador     | 1h18'26" | ~                                        |
| 8         | Declan Tingay                    | Australia   | 1h18'30" | ~                                        |
| 9         | Samuel Gathimba                  | Kenya       | 1h18'34" | >                                        |
| 10        | Gabriel Bordier                  | Francia     | 1h18'59" | Miglior prestazione personale            |
| 11        | Francesco Fortunato              | Italia      | 1h19'01" |                                          |
| 12        | Yuta Koga                        | Giappone    | 1h19'02" | Miglior prestazione personale stagionale |
| 13        | Alberto Amezcua                  | Spagna      | 1h19'28" | Miglior prestazione personale            |
| 14        | Rhydian Cowley                   | Australia   | 1h19'31" | >                                        |
| 15        | Kōki Ikeda                       | Giappone    | 1h19'44" | >                                        |
| 16        | Salih Korkmaz                    | Turchia     | 1h19'49" | ~                                        |
| 17        | César Augusto Rodríguez          | Perù        | 1h19'52" |                                          |
| 18        | Andrés Olivas Núñez              | Messico     | 1h19'55" | Miglior prestazione personale stagionale |
| 19        | David Hurtado                    | Ecuador     | 1h20'07" |                                          |
| 20        | Jordy Jiménez Arrobo             | Ecuador     | 1h20'08" | ~                                        |
| 21        | Eiki Takahashi                   | Giappone    | 1h20'25" | ~                                        |
| 22        | Luis Henry Campos                | Perù        | 1h20'56" | Miglior prestazione personale            |
| 23        | Máté Helebrandt                  | Ungheria    | 1h21'16" | ~                                        |
| 24        | Toshikazu Yamanishi              | Giappone    | 1h21'39" |                                          |
| 25        | Noel Chama                       | Messico     | 1h21'51" |                                          |
| 26        | Éider Arévalo                    | Colombia    | 1h21'55" |                                          |
| 27        | Vikash Singh                     | India       | 1h21'58" | > ~                                      |
| 28        | Serhii Svitlychnyi               | Ucraina     | 1h22'28" | Miglior prestazione personale stagionale |
| 29        | Zhang Jun                        | Cina        | 1h23'13" | PZ120 ~ >                                |
| 30        | Andrea Cosi                      | Italia      | 1h23'28" |                                          |
| 31        | José Alejandro Barrondo          | Guatemala   | 1h23'33" | ~                                        |
| 32        | José Luis Doctor                 | Messico     | 1h23'35" | TR54.7.4 ~                               |
| 33        | João Vieira                      | Portogallo  | 1h23'37" |                                          |
| 34        | Dominik Černý                    | Slovacchia  | 1h23'42" | Miglior prestazione personale            |
| 35        | Paramjeet Singh Bisht            | India       | 1h24'02" |                                          |
| 36        | Max Batista Gonçalves dos Santos | Brasile     | 1h24'10" | ~                                        |
| 37        | Wang Zhaozhao                    | Cina        | 1h24'23" |                                          |
| 38        | Alexandros Papamichail           | Grecia      | 1h24'26" | Miglior prestazione personale stagionale |
| 39        | Diego García                     | Spagna      | 1h25'12" |                                          |
| 40        | Kyle Swan                        | Australia   | 1h26'02" | >                                        |
| 41        | Nick Christie                    | Stati Uniti | 1h26'21" | Miglior prestazione personale stagionale |
| 42        | José Eduardo Ortiz               | Guatemala   | 1h26'29" | ~                                        |
| 43        | Jerry Jokinen                    | Finlandia   | 1h26'54" |                                          |
| 44        | Niu Wenchao                      | Cina        | 1h27'26" |                                          |
| 45        | Juan Manuel Cano                 | Argentina   | 1h27'29" | ~                                        |
| 46        | César Herrera                    | Colombia    | 1h27'47" | ~                                        |
| 47        | Akashdeep Singh                  | India       | 1h31'12" | >                                        |
|           | David Kenny                      | Irlanda     | dnf      |                                          |
|           | Massimo Stano                    | Italia      | dnf      |                                          |
|           | Marius Žiūkas                    | Lituania    | dq       | TR54.7.5 > ~                             |